# Сахалин-1
«Сахали́н-1» — нефтегазовый проект, управляемый российской компанией «Сахалинморнефтегаз — Шельф», реализуемый на острове Сахалин.
В рамках проекта предусмотрена разработка нефти и газа на северо-восточном шельфе острова Сахалин. Район разработки включает в себя месторождения Чайво, Одопту-море и Аркутун-Даги позднее объединённые в одноимённые лицензионные блоки (они были открыты на шельфе Сахалина в 1970-х — 1980-х годах, но в связи с отсутствием на тот момент технологий, которые позволили бы добывать нефть безопасно и экономически эффективно, освоение шельфа было отложено до лучших времён).
Потенциальные извлекаемые запасы лицензионных блоков составляют 307 млн тонн (2,3 млрд баррелей) нефти и 485 млрд куб. метров (17,1 трлн куб. футов) природного газа.
Жизненный цикл проекта продлится до 2040—2050 годов.
Нефть сорта № 4 — Sokol, добываемая в рамках проекта «Сахалин-1», содержит 0,23 % серы, плотность нефти — 37,9 градусов API (ρ15°= 835,3 кг/m³).

## Участники проекта
В 1995 г. между российским правительством и консорциумом компаний, во главе с американской ExxonMobil, одной из крупнейших нефтяных компаний мира, было заключено соглашение. В соответствии с ним, зарубежные инвесторы брали на себя все расходы по добыче сахалинской нефти, они же получали и львиную долю[какую?] доходов от ее реализации (подобный вид договоров известен как соглашение о разделе продукции, СРП).
Реализация продукции осуществляется по условиям СРП (подписано 30 июня 1995 года Правительством РФ и администрацией Сахалинской области, вступило в силу в июне 1996 года); оригинал договора СРП «Сахалин-1» закрыт для публичного доступа.
Проект реализуется международным консорциумом, в который входят:
- Эксон Нефтегаз Лимитед (дочерняя компания ExxonMobil, доля участия — 30 %),
- ПАО «Роснефть» (доля участия — 20 %) через дочерние компании («РН-АСТРА» (доля участия — 8,5 %) и «Сахалинморнефтегазшельф» (доля участия — 11,5 %)),
- индийская государственная нефтяная компания ONGC (доля участия — 20 %)
- японский консорциум SODECO (Sakhalin Oil & Gas Development Co. Ltd., доля участия — 30 %)[7].

До октября 2022 года оператором разработки и обладателем лицензии являлся Exxon Neftegas Limited. В октябре 2022 года Президент РФ Владимир Путин своим указом распорядился, чтобы правительство создало нового российского оператора проекта «Сахалин-1», которому перейдут права и обязанности Exxon Neftegaz limited.
С 2008 года американская ExxonMobil пытается снизить налог на прибыль с 35 до 20 % и возместить налоговые платежи для своей компании в рамках проекта.
В июле 2018 года «Роснефть» подала в суд на Exxon Neftegas и других участников проекта «Сахалин-1» иск о взыскании с участников проекта неосновательного обогащения и процентов за пользование чужими денежными средствами, начисленными за период с 10 июля 2015 года по 31 мая 2018 года, в общей сумме 89 млрд рублей. Претензии касались перетоков нефти с северной оконечности Чайво на основную часть месторождения. К сентябрю того же года стороны договорились о внесудебном урегулировании спора с выплатой крупной денежной компенсации российской нефтяной компании со стороны консорциума.
В мае 2020 года Эксон Нефтегаз Лимитед объявило о корректировке графика и объёма ряда мероприятий по нефтегазовому проекту «Сахалин-1», «поскольку она [Россия] движется к сокращению расходов в ответ на коронавирусный кризис и слабые цены на нефть. Компания сократила расходы по проекту в этом году на 10 миллиардов долларов и рассчитывает сократить добычу нефти и газа на 400 000 баррелей в сутки, что соответствует показателям конкурентов».
В марте 2022 компания ExxonMobil объявила о начале выхода из нефтегазового проекта «Сахалин-1» и о том, что больше не будет инвестировать в Россию.
8 августа 2022 года министр промышленности Коити Хагиуда заявил, что Япония намерена сохранить долю в нефтегазовом проекте «Сахалин-1» в России. Политик назвал проект ценным для Японии, учитывая высокую зависимость импорта сырой нефти от Ближнего Востока.
1 ноября Япония подтвердила намерение решила сохранить свою долю в новом российском операторе нефтегазового проекта "Сахалин-1".  Министр промышленности Ясутоши Нисимура заявил, что встретился с руководителями Sakhalin Oil and Gas Development Co (SODECO), консорциума японских фирм, владеющих 30 % акций ранее возглавляемого Exxon проекта и призвал их рассмотреть возможность присоединения к новой российской компании.
В сентябре 2023 года правительство РФ утвердило правила проведения оценки и продажи невостребованных долей в уставном капитале ООО «Сахалин-1» вышедших из проекта американской Exxon и британской Shell: после проведения оценки независимым оценщиком, Росимуществом будет осуществлен отбор среди подавших заявки на участие российских юридических лиц ,.

## Объекты и этапы освоения
После создания консорциума, в 1995—2000 гг. были проведены поисково-разведочные работы, в рамках которых было пробурено 7 оценочных скважин и получены данные трёхмерной сейсморазведки на площади свыше 1200 км². В 2001 году консорциум объявил о рентабельности проекта, было получено одобрение государственных органов РФ. В июне 2003 года на месторождении Чайво начались буровые работы, через два года там началась добыча нефти и газа с платформы «Орлан». Газ, добываемый на этом участке, поставляется внутренним потребителям в Хабаровском крае.
На 2006 г. существовали планы по строительству газопровода между Сахалином и Японией.
В 2010 году было запущено месторождение Одопту. Его запуск позволил компенсировать падение добычи нефти на основном месторождении проекта — Чайво.
В июне 2014 года на месторождение Аркутун-Даги была доставлена и установлена самая мощная в мире на тот момент морская буровая платформа «Беркут». В январе 2015 с платформы начала поступать первая промышленная нефть. Нефть, добытая на месторождении Аркутун-Даги, направляется на действующий береговой комплекс подготовки Чайво, а затем перекачивается по трубопроводу на нефтеотгрузочный терминал в Де-Кастри (расположен в Ульчском районе Хабаровского края). В 2019 году суточный объём достиг 41 тысячи тонн. Далее сырьё отгружается в танкеры на экспорт.
Общая добыча нефти и конденсата на проекте к 1 полугодию 2020 года превысила 125 миллионов тонн, природного газа — 28 млрд кубометров. Совокупные поступления в бюджет РФ составляют более 1,2 трлн рублей (в том числе в Сахалинскую область — 500 млрд).
В 2019 году консорциум «Сахалин-1» начал подготовку к предварительному проектированию по проекту строительства завода СПГ на Дальнем Востоке России. Это будет второй на острове завод по сжижению газа, первый был открыт в 2009 году в рамках проекта Сахалин-2.

Приостановка добычи нефти
27 апреля 2022 Exxon Neftegas Ltd. объявила форс-мажор и начала сокращать добычу нефти на проекте, из-за осложнения деятельности и возникновения проблем со сбытом продукции на фоне санкций. 
29 апреля ExxonMobil оценил убыток, вызванный выходом из проекта «Сахалин-1», в размере 3,4 млрд долл.
В июле СМИ сообщили, что добыча нефти на проекте сократилась в 22 раза — с 220 тыс. баррелей в сутки до 10 тыс. баррелей в сутки.
В октябре «Сахалин-1» вынужден остановить добычу; по сообщениям СМИ, непосредственной причиной остановки работы явился отказ американской Exxon перевозить нефть танкерами подсанкционного «Совкомфлота», лишившегося международной страховки. При этом,  при остановке нефтяной добычи прекратилась и добыча попутного газа, а это топливо шло на снабжение Хабаровского, Приморского краев, Сахалинской области.
По сообщению Reuters 25 октября 2022 года «Роснефть» объявила закрытый тендер на продажу шести партий сырой нефти «Сокол» для отгрузки в ноябре — начале декабря, по оценке агентства, это стало знаком восстановления объёмов добычи на проекте, упавшим после ухода ExxonMobil. Отмечено, что новое российское предприятие, управляемое дочерней компанией «Роснефти», планирует в ближайшее время восстановить уровень добычи нефти на «Сахалине-1».
В ноябре, согласно данным Bloomberg, в терминале в Де-Кастри два танкера были загружены сырой нефтью «Сокол», оба судна направились в Йосу в Южной Корее; это стало первым экспортной отгрузкой проекта за пять месяцев.
Добыча за 2021 год составила 11 млн тонн нефти. 
В 2022 году, согласно плану Минэнерго, удачей будет считаться достижение уровня добычи в 4,2 млн тонн; бюджетные потери только Сахалинской области могут достичь 38 млрд руб.
В феврале 2023 года главный исполнительный директор «Роснефти» Игорь Сечин сообщил журналистам, что добыча и отгрузка нефти в рамках проекта «Сахалин-1» возобновлена . К июлю добыча углеводородов полностью восстановлена .

## Достижения
С начала реализации программы буровых работ в 2003 г. в рамках проекта «Сахалин-1» было установлено несколько мировых рекордов по бурению скважин с большим отходом от вертикали.
В январе 2011 года нефтяная скважина месторождения Одопту-море, пробурённая под острым углом к поверхности земли, проекта Сахалин-1 с длиной 12 345 метров стала самой длинной скважиной в мире (самая глубокая — Кольская сверхглубокая скважина).
В 2013 году на проекте было установлено сразу два рекорда по бурению скважин с самой большой в мире глубиной по стволу. Так, в апреле была пробурена скважина Z-43, глубина которой по стволу составила 12 450 метров (40 847 футов), а в июне — скважина Z-42 с ещё большей глубиной по стволу, составившей 12 700 метров (41 667 фута) и длиной горизонтального участка ствола в 11 739 метров (38 514 фута). В апреле 2014 года буровой бригадой была пробурена и закончена скважина Z-40 на шельфовом месторождении Чайво проекта «Сахалин-1» глубиной по стволу 13 000 метров и глубиной горизонтального участка ствола в 12 130 метров. В апреле 2015 года в крайней юго-восточной оконечности месторождения с буровой платформы «Орлан» была пробурена эксплуатационная скважина О-14 (глубина по стволу — 13 500 метров, горизонтальный участок ствола длиной 12 033 метра).
В 2017 пробурена скважина O-5RD, установившая мировой рекорд длины по стволу скважины — 15 000 метров.
В 2018 году на Сахалине-1 было добыто более 11,6 миллиона тонн нефти (230 000 баррелей в сутки) нефти и газового конденсата. В этом году ежедневный рекорд добычи составил 300 000 баррелей в сутки.
Верхняя часть платформы «Беркут» (вес ок. 42 тыс. т) — самое тяжёлое в мире верхнее строение, когда-либо установленное методом надвига в открытом море.